# Llengua nuu-chah-nulth
El nuu-chah-nulth (nuučaan̓uɫ), també conegut com a nootka, és una llengua wakash parlada al Pacific Nord-oest de l'Amèrica del Nord, a la costa occidental de l'Illa de Vancouver, de Barkley Sound a Quatsino Sound a la Colúmbia Britànica pel poble nuu-chah-nulth. És una llengua wakash meridional relacionada amb el nitinaht i el makah.
Va ser la primera llengua indígena del Pacific Northwest a ser documentada per escrit.

## Nom
Eel terme nuu-chah-nulth, significant "al llarg de l'exterior" (referint-se a l'Illa de Vancouver) va sorgir als anys 1970, quan els diversos grups de parlants van unir-se, rebutjant el terme "nootka".

## Sons

### Consonants
El nuu-chah-nulth té 35 consonants:
|             |              | Bilabial | Alveolar1 | Alveolar1 | Palatal | Velar    | Velar  | Uvular | Uvular | Faríngea<br id="mwPA"><br /> | Glotal |
| Central     | Lateral      | Bilabial | Senzilla  | Labial    | Palatal | Senzilla | Labial |        |        | Faríngea<br id="mwPA"><br /> | Glotal |
| ----------- | ------------ | -------- | --------- | --------- | ------- | -------- | ------ | ------ | ------ | ---------------------------- | ------ |
| Nasal       | Senzilla     | m        | n         |           |         |          |        |        |        |                              |        |
| Nasal       | Glotalitzada | ˀm       | ˀn        |           |         |          |        |        |        |                              |        |
| Oclusiva    | Senzilla     | p        | t         |           |         | k        | kʷ     | q      | qʷ     |                              | ʔ      |
| Oclusiva    | ejectiva     | pʼ       | tʼ        |           |         | kʼ       | kʷʼ    |        |        |                              |        |
| Africada    | Senzilla     |          | t͡s        | t͡ɬ        | t͡ʃ      |          |        |        |        |                              |        |
| Africada    | ejectiva     |          | t͡sʼ       | t͡ɬʼ       | t͡ʃʼ     |          |        |        |        |                              |        |
| Fricativa   | Fricativa    |          | s         | ɬ         | ʃ       | x        | xʷ     | χ      | χʷ     | ħ                            | h      |
| Approximant | Senzill      |          |           |           | j       |          | w      |        |        | ʕ                            |        |
| Approximant | glotalitzada |          |           |           | ˀj      |          | ˀw     |        |        |                              |        |

### Vocals

Vocals del nuu-chah-nulth. Carlson, Esling & Fraser (2001)

Les vocals són influïdes per les consonants al voltant.
|          | Anterior | Anterior | Central | Central  | Posterior | Posterior |
| Llargues | Curtes   | llargues | Curtes  | llargues | Curtes    |           |
| -------- | -------- | -------- | ------- | -------- | --------- | --------- |
| Tancada  | iː       | i        |         |          | uː        | u         |
| Mitjana  | (ɛː)     |          |         | (ə)      | (ɔː)      |           |
| Oberta   |          |          | aː      | a        |           |           |

Les vocals mitjanes [ɛː] i [ɔː] apareixen en formes vocatives i en expressions cerimonials. [ə] és una realització possible de /a/ després d'una sonorant glotalitzada.
A l'entorn de resonants glotalitzades així com ejectives i faríngees, les vocals poden ser "laringealitzades".
En general, el pes de les síl·labes determina l'accentuació; les vocals curtes seguides per consonants no glotalitzades, a més de les vocals llargues, són pesades. A seqüències on no hi ha cap síl·laba pesada o només síl·labes pesades, la primera síl·laba és accentuada.
El nuu-chah-nulth distingeix fonèmicament vocals curtes i llargues. Tradicionalment es reconeix també una tercera classe de vocals, de "longitud variable". Es tracta de vocals que són llargues dins de les primeres dues síl·labes d'una paraula, i curtes en qualsevol altre lloc.

## Vocabulari
El nuu-chah-nulth va contribuir a una gran part del vocabulari del chinook jargon. Se suposa que el comerç entre els nuu-chah-nulth i altres wakashos del sud amb els pobles de parla chinook va ser l'origen d'aquesta llengua d'intercanvi. El grup de paraules nootka en chinook jargon inclou hiyu ("molts"), de nuu-chah-nulth per "deu", o siah ("llunyà"), del nuu-chah-nulth per "cel".

## Dialectes
El nuu-chah-nulth té 12 dialectes diferents:
- Ahousaht  [ʕaːħuːsʔatħ]
- Ehattesaht (AKA Ehattisaht)  [ʔiːħatisʔatħ]
- Hesquiat  [ħiʃkʷiːʔatħ]
- Kyuquot  [qaːjʼuːkʼatħ]
- Mowachaht  [muwat͡ʃʼatħ]
- Nuchatlaht  [nut͡ʃaːɬʔatħ]
- Ohiaht  [huːʔiːʔatħ]
- Clayoquot (AKA Tla.o.qui.aht)  [taʔuːkʷiʔatħ]
- Toquaht  [tʼukʼʷaːʔatħ]
- Tseshaht (AKA Sheshaht)  [t͡ʃʼiʃaːʔatħ]
- Uchuklesaht (AKA Uchucklesaht)  [ħuːt͡ʃuqtisʔatħ]
- Ucluelet  [juːɬuʔiɬʔatħ]